# Rosenheim
Rosenheim er en by ved floden Inn i Oberbayern i den tyske delstat Bayern, i det sydlige Tyskland. Byen blev grundlagt i 1300-tallet og har 63.324 indbyggere (31/12/2018).
- Wikimedia Commons har flere filer relateret til Rosenheim